# هرست (ایلینوی)
هرست، ایلینوی (به انگلیسی: Hurst, Illinois) یک شهر در ایالات متحده آمریکا با جمعیت ۸۰۵ نفر است که در ایلی‌نوی واقع شده‌است.